# Die schönsten Franzosen kommen aus New York

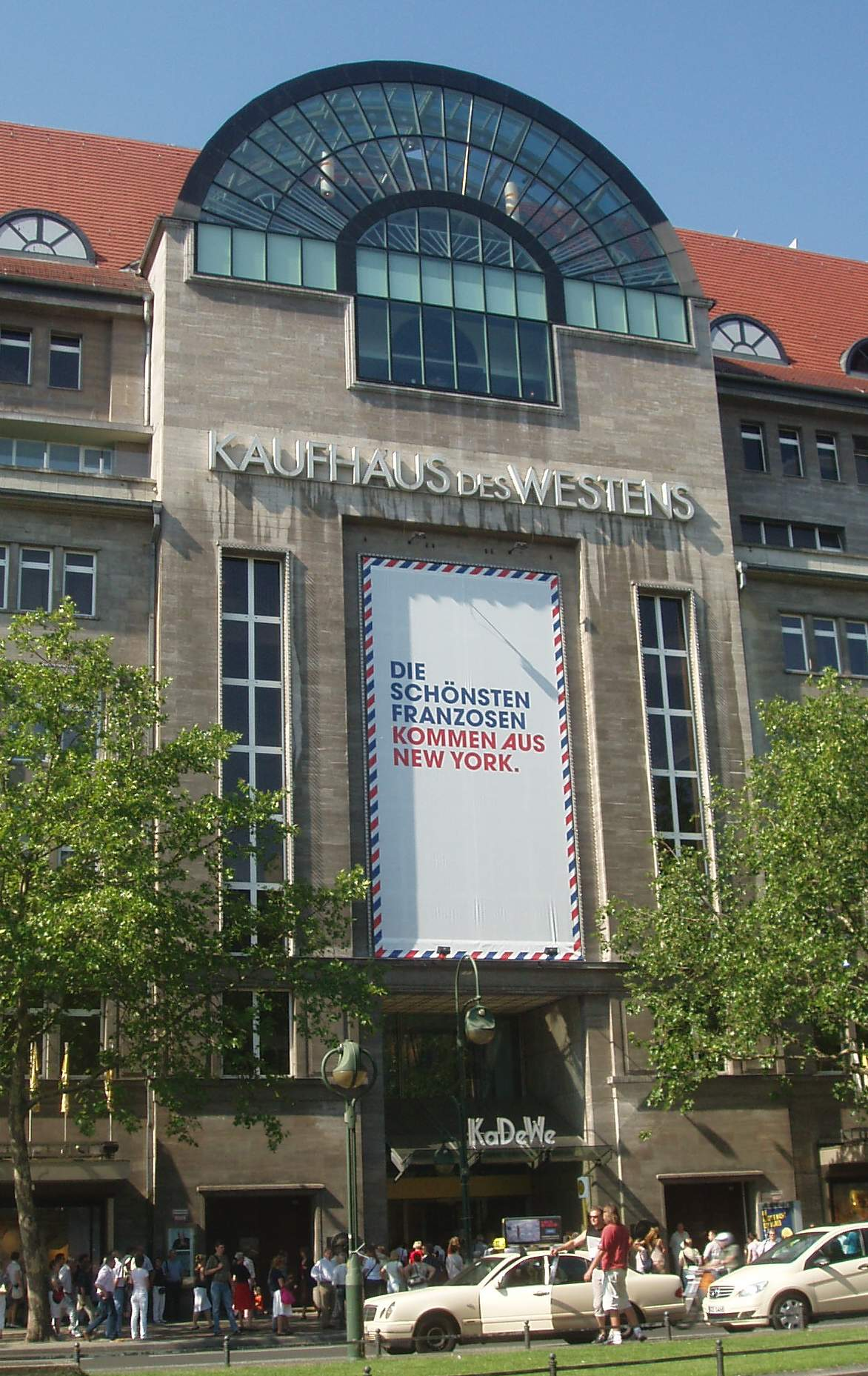
Ausstellungswerbung am KaDeWe

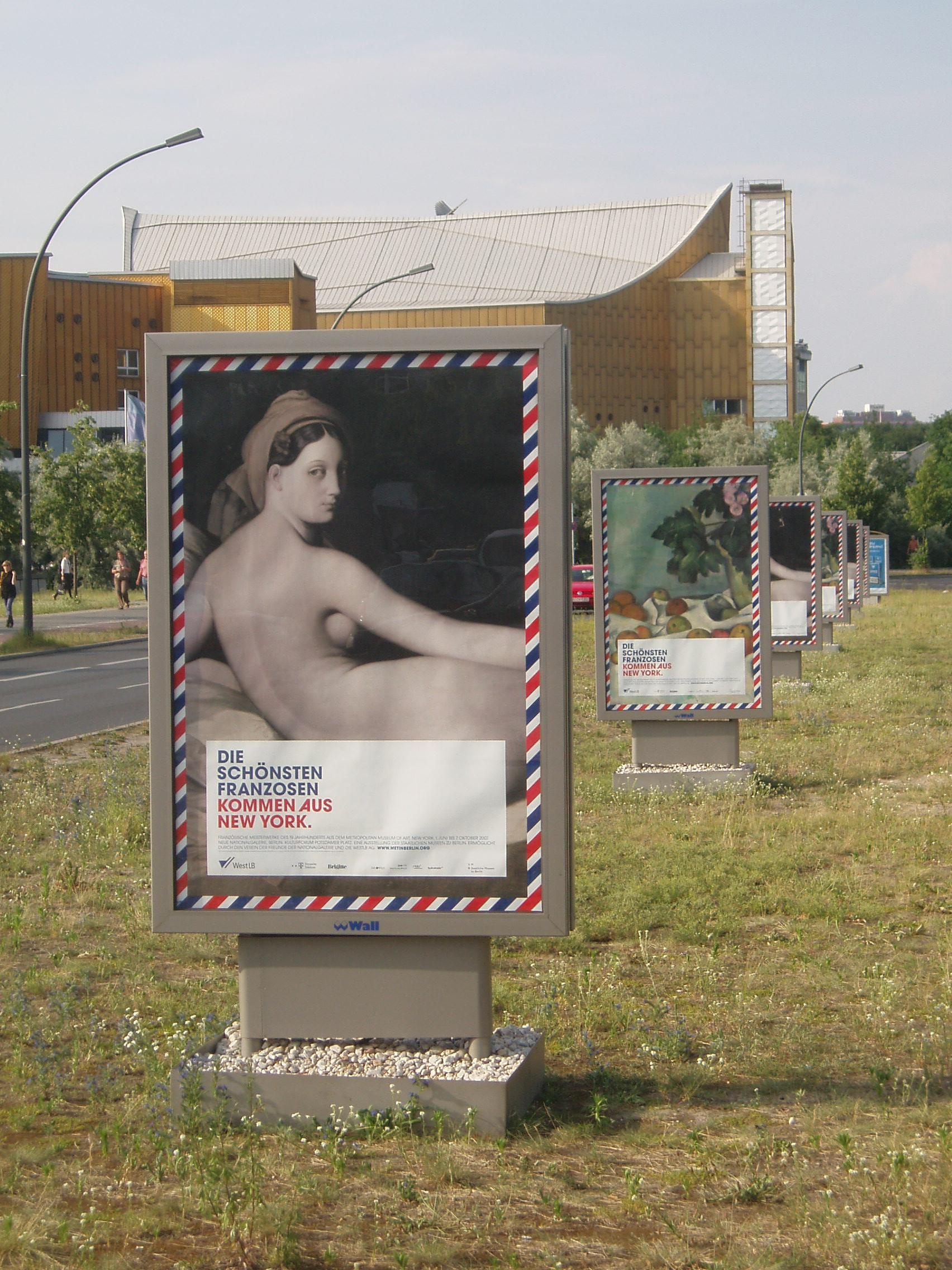
Plakate vor der Berliner Philharmonie

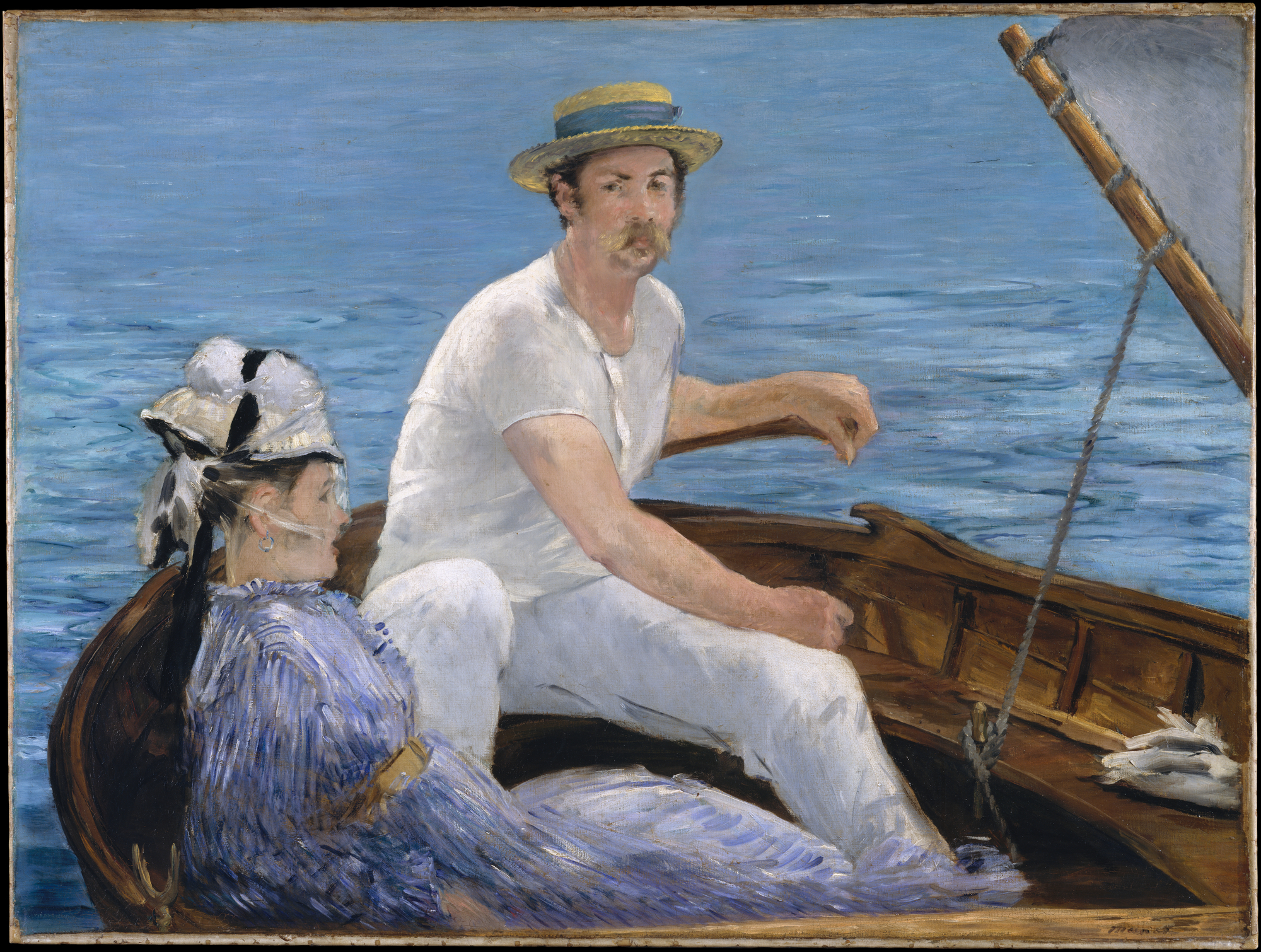
Édouard Manet: Im Boot

Die schönsten Franzosen kommen aus New York war der populäre Titel einer Ausstellung, die vom 1. Juni bis 7. Oktober 2007 in Berlin zu sehen war. Unter dem Arbeitstitel Französische Meisterwerke des 19. Jahrhunderts aus dem Metropolitan Museum of Art zeigte das New Yorker Museum wegen Umbauten rund 150 Werke französischer Künstler aus seiner Sammlung in der Neuen Nationalgalerie. Die Ausstellung knüpfte an den großen Erfolg der Ausstellung Das MoMA in Berlin im Jahr 2004 an. Rund 677.000 Besucher sahen die Ausstellung, die in der letzten Woche teilweise rund um die Uhr geöffnet hatte.

## Die Ausstellung
Das Metropolitan Museum of Art besitzt neben dem Pariser Musée d’Orsay die zweitgrößte Sammlung französischer Kunst des 19. Jahrhunderts. Bedingt durch Um- und Erweiterungsbaumaßnahmen lieh das New Yorker Museum erstmals einen derart umfangreichen Sammlungsblock aus. Berlin war für diese umfassende Schau dabei die einzige Station in Europa. Veranstalter der Ausstellung war der Verein der Freunde der Nationalgalerie, der schon 2004 die erfolgreiche MoMA in Berlin-Ausstellung organisiert hatte. Anders als bei der MoMA-Ausstellung, die ebenfalls in der neuen Nationalgalerie stattfand, sollte ein neues Einlasskonzept Warteschlangen vermindern. Da mit demselben Besucherandrang und stundenlangen Warteschlangen wie bei der MoMA-Ausstellung gerechnet wurde, führten die Organisatoren ein SMS-Benachrichtigungssystem ein und ließen extra für die Ausstellung Warte-Kissen (Leihgebühr) produzieren.
Der Vorsitzende des Vereins, Peter Raue, erwartete vor Beginn der Ausstellung mindestens 400.000 Besucher und veranschlagte die Kosten auf zehn Millionen Euro. Ausstellungsplakate in Form einer Air-Mail-Postkarte warben in Berlin sowie auch in New York und Paris für die Schau. Ein eigens zur Ausstellung produzierter Song der Band Vivie, mit dem Titel A.M.E.R.I.K.A., warb ebenfalls für die einmalige Ausstellung. Wie schon bei der MoMA in Berlin-Ausstellung sollte eine umfangreiche Markenkampagne Besucher für die Ausstellung interessieren.
Das 1870 gegründete Metropolitan Museum ist keine staatliche Einrichtung, sondern geht zurück auf eine Initiative von New Yorker Geschäftsleuten, Künstlern und Intellektuellen. Seine umfangreichen Bestände verdankt es vor allem privaten Mäzenen, wie beispielsweise der Museumsmitbegründerin Catharine Lorillard Wolfe (1828–1887), aus deren Ankaufsfonds Werke von Ingres erworben wurden, die in der Berliner Ausstellung zu sehen waren. Etwa ein Viertel der ausgestellten Werke stammte aus der Schenkung von Louisine W. Havemeyer. Die Ausstellung zeigte somit auch Parallelen zur Alten Nationalgalerie in Berlin, deren bedeutende Sammlung französischer Impressionisten von Hugo von Tschudi ebenfalls mit Unterstützung von privaten Sammlern und Mäzenen aufgebaut wurde. Zeitgleich mit der Ausstellung des Metropolitan Museum zeigte die Alte Nationalgalerie unter dem Titel „Frankreich in der Alten Nationalgalerie“ ihre eigenen Bestände des französischen Impressionismus. Neben Malerei waren hier auch selten ausgestellte Zeichnungen und Druckgraphik zu sehen. Den französischen Künstlern waren dort deutsche Künstler gegenübergestellt.

## Ausstellungskritiken
Der überwiegende Teil der Medien feierte zur Eröffnung die Ausstellung als kulturelles Großereignis und übernahm damit weitestgehend die Pressemitteilungen des Veranstalters. Bundespräsident Horst Köhler äußerte anlässlich der Ausstellungseröffnung: „Sie ist ein geistiges, ein kulturgeschichtliches Ereignis von großer Aussagekraft.“ und „Europa kehrt heim zu sich selbst.“ Nach dem Besuch der Ausstellung zeigte sich der Bundespräsident in einem Interview mit dem Fernsehen des RBB besonders begeistert über das Bild „Jeanne d’Arc“ von Jules Bastien-Lepage.
Zu den Kritikern der Ausstellung gehörte der Kulturredakteur des Deutschlandfunks, Stefan Koldehoff. Er wies darauf hin, dass in der Ausstellung nicht ausschließlich Meisterwerke zu sehen seien und sprach in diesem Zusammenhang von einer „Mogelpackung“. Diese Äußerungen standen in Zusammenhang mit einigen Einschränkungen der Veranstalter bei der Auswahl der Kunstwerke und reflektieren wohl nicht ganz zu Unrecht die Enttäuschung darüber, dass einige der bedeutendsten Künstler mit randständigen Werken vertreten sind und eine geraume Anzahl wenig beeindruckender Werke von allenfalls historisch interessierenden Künstlern zu sehen war.
Neben Kunstwerken, welche aus konservatorischen Gründen nicht ausgeliehen werden konnten, standen auch sämtliche Werke der Stiftungen Walter Annenberg und Stephen C. Clark nicht zur Verfügung. Erstere Stiftung untersagt grundsätzlich Ausleihen, Kunstwerke der Stiftung Clark wurden im Sommer 2007 für eine Ausstellung im Metropolitan Museum benötigt. So konnten beispielsweise ein Porträt von Manet (Annenberg), welches sich einmal in der Sammlung von Max Liebermann befand, ebenso nicht für die Ausstellung ausgeliehen werden, wie ein Porträt der Schauspielerin Tilla Durieux von Pierre-Auguste Renoir (Clark). Beide Bilder hätten durch ihren Bezug zu Berlin einen besonderen Akzent setzen können.
Das ARD-Kulturmagazin ttt – titel, thesen, temperamente wies darauf hin, dass die ursprüngliche Idee des Veranstalters, die Kunstwerke aus New York zusammen mit den französischen Kunstwerken aus der Alten Nationalgalerie auszustellen, vom Metropolitan Museum abgelehnt wurde. In der Besprechung der Kulturredakteurin der Frankfurter Rundschau, Elke Buhr, wurde eine Originalität des Ausstellungskonzepts vermisst: Das, was an den Franzosen einmal radikal und neu gewesen sein mag, ist heute nicht mehr wahrnehmbar – was bleibt, sind die Originale zu einer Reihe sattsam bekannter Postermotive.

## Die Künstler
Von 44 in der Ausstellung vertretenen Künstlern waren insgesamt rund 150 Werke zu sehen. Die Schau zeigte Gemälde und Skulpturen von 1801 bis 1920: von der Romantik über den Impressionismus bis zur frühen Moderne. Neben französischen Künstlern zeigte
die Ausstellung Die schönsten Franzosen kommen aus New York auch Arbeiten des in Frankreich tätigen Niederländers Vincent van Gogh, des Spaniers Pablo Picasso und des Italieners Amedeo Modigliani. Mit acht oder mehr Gemälden waren die Künstler Jean-Baptiste Camille Corot, Gustave Courbet, Edgar Degas, Édouard Manet und Claude Monet besonders umfangreich in der Ausstellung vertreten. Während sich die erste Station dieser Ausstellung im texanischen Houston nur auf Malerei beschränkte, waren in Berlin auch Skulpturen von Degas, Maillol und Rodin zu sehen.
Die hier vorgenommene Einsortierung der Künstler ist von der Internetpräsenz der Ausstellung übernommen.
| Marie-Denise Villers 1774–1821 Jean Auguste Dominique Ingres 1780–1867 Horace Vernet 1789–1863 Eugène Delacroix 1798–1863 Théodore Géricault 1791–1824 Thomas Couture 1815–1879 Ernest Meissonier 1815–1891 Alexandre Cabanel 1823–1889 Pierre Puvis de Chavannes 1824–1898 Gustave Moreau 1826–1898 Jules Bastien-Lepage 1848–1884 Théodore Chassériau 1819–1856 Jean-Léon Gérôme 1824–1904 Gustave Courbet 1819–1877 Honoré Daumier 1808–1879 Jean-François Millet 1814–1875 Jules Breton 1827–1906 Théodore Fantin-Latour 1836–1904 Camille Corot 1796–1875 Charles-François Daubigny 1817–1878 Eugène Boudin 1824–1898 | Édouard Manet 1832–1883 Edgar Degas 1834–1917 Claude Monet 1840–1926 Berthe Morisot 1841–1895 Camille Pissarro 1830–1903 Alfred Sisley 1839–1899 Auguste Renoir 1841–1919 Odilon Redon 1840–1916 Maximilien Luce 1858–1941 Georges-Pierre Seurat 1859–1891 Paul Signac 1863–1935 Paul Cézanne 1839–1906 Paul Gauguin 1848–1903 Henri Rousseau (der Zöllner) 1844–1910 Vincent van Gogh 1853–1890 Henri de Toulouse-Lautrec 1864–1901 Pierre Bonnard 1867–1947 Édouard Vuillard 1868–1940 Henri Matisse 1869–1954 Pablo Picasso 1881–1973 Amedeo Modigliani 1884–1920 Auguste Rodin 1840–1917 Edgar Degas 1834–1917 Aristide Maillol 1861–1944 |

## Ausgestellte Werke (Auswahl)

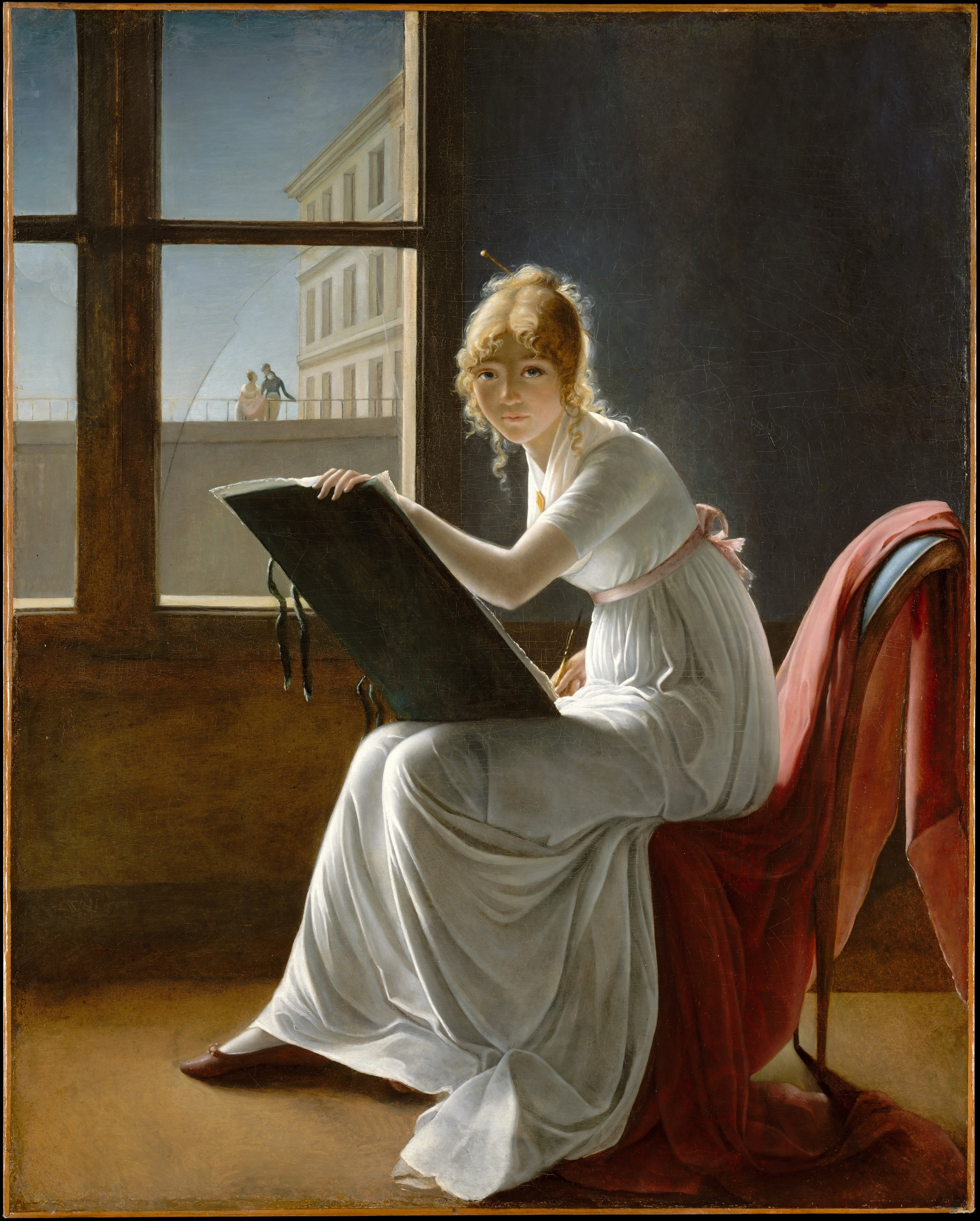
Marie-Denise Villers: Zeichnende junge Frau
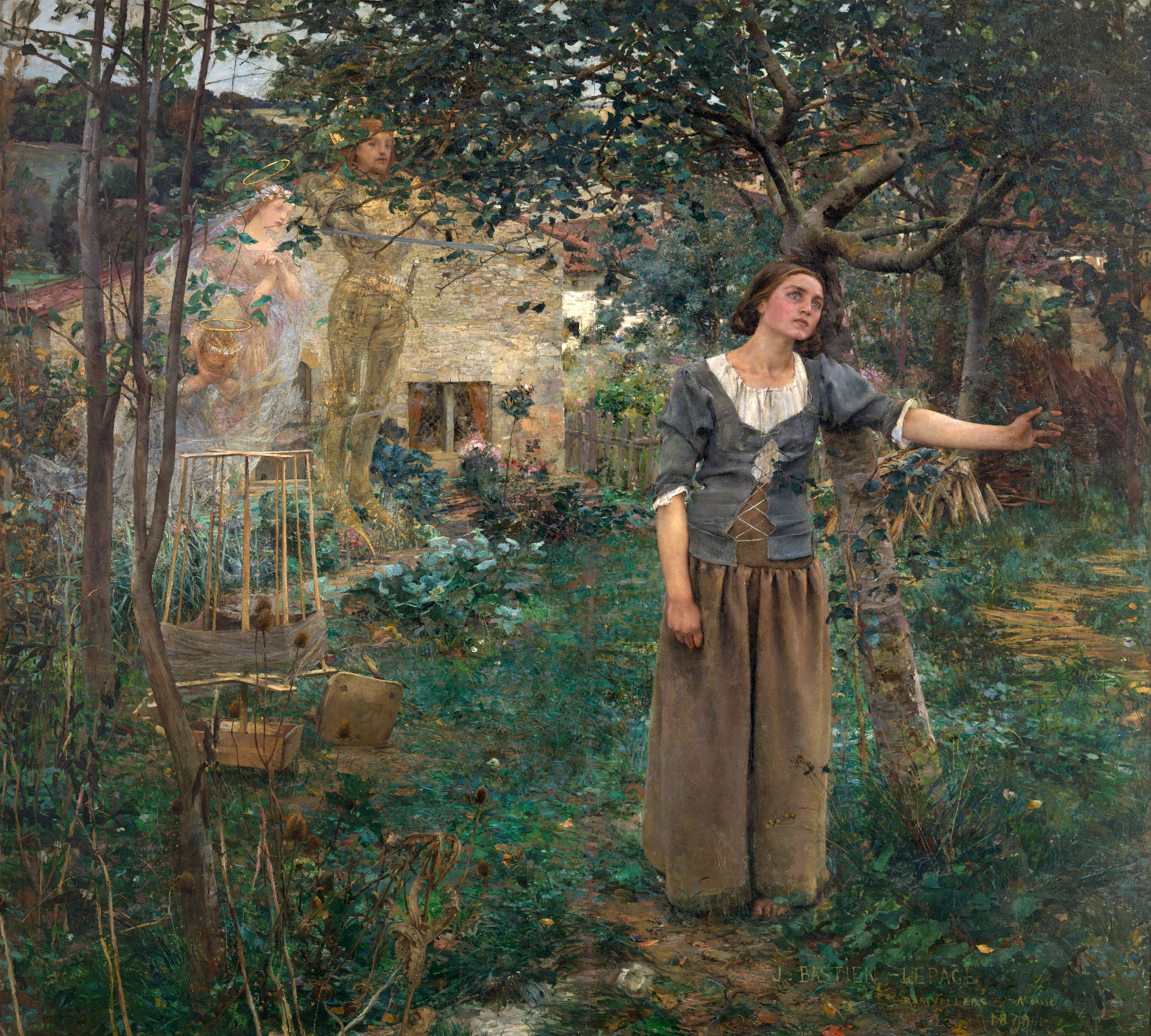
Jules Bastien-Lepage: Jeanne d’Arc
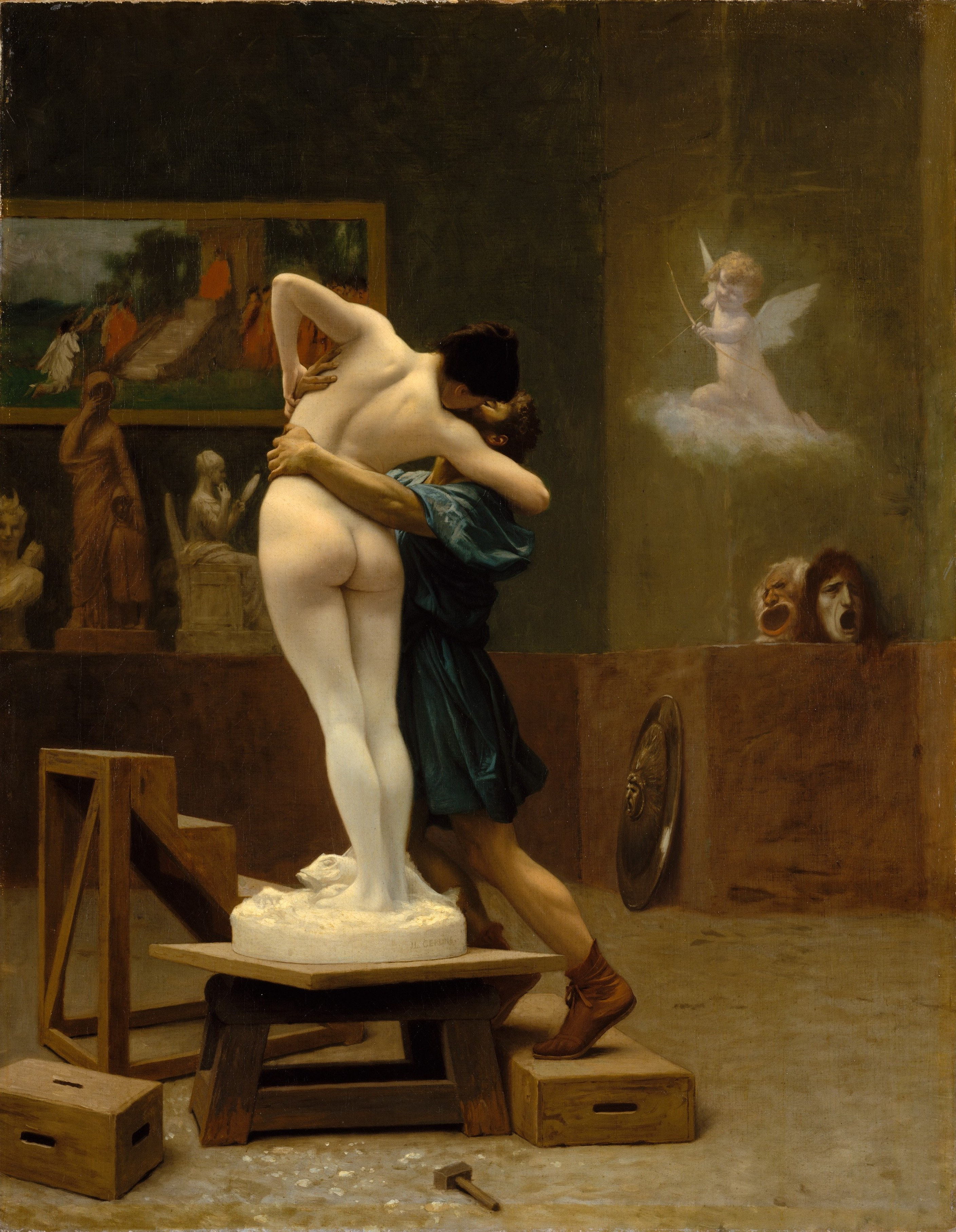
Jean-Léon Gérôme: Pygmalion und Galatea
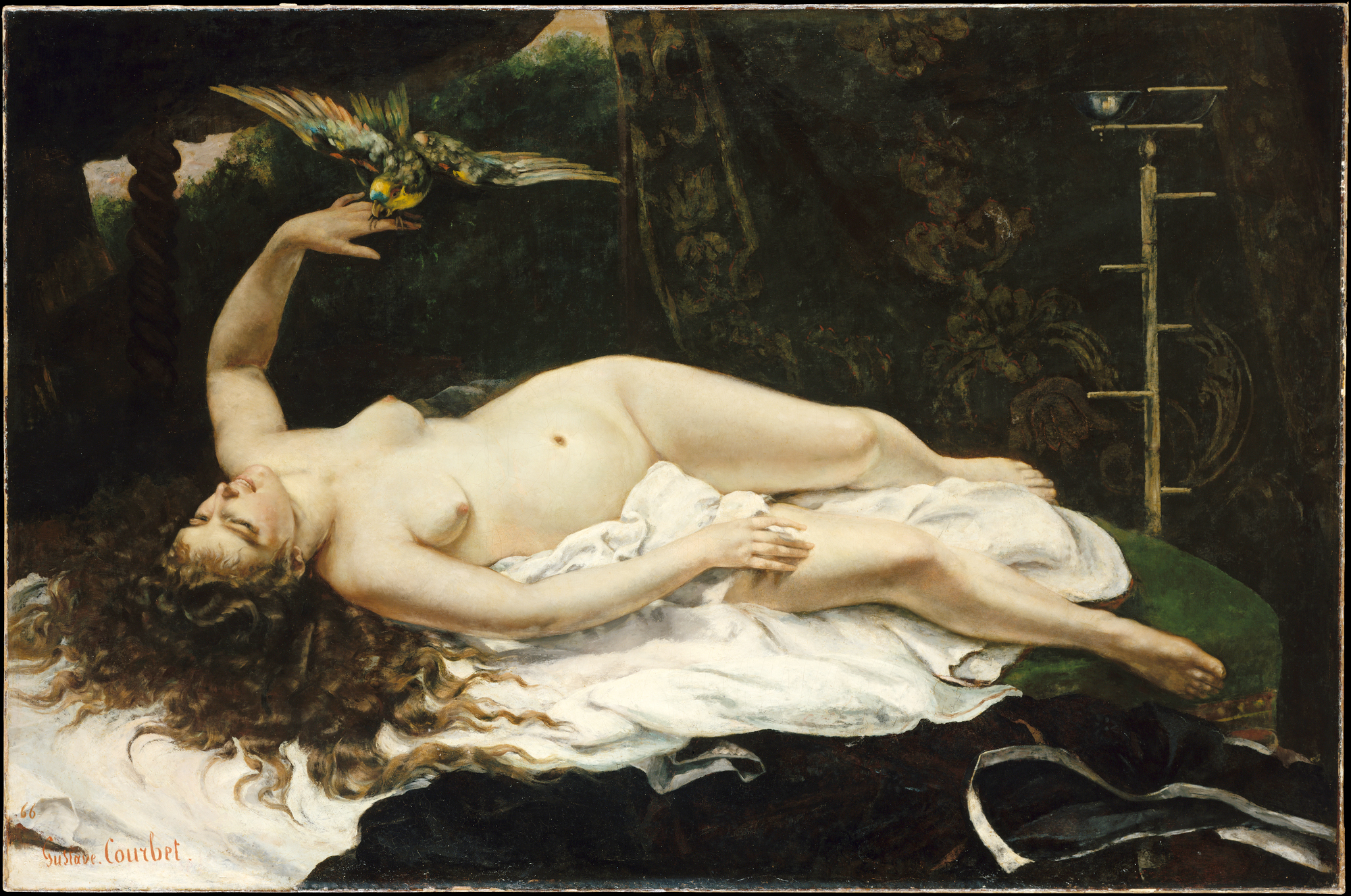
Gustave Courbet: Frau mit einem Papagei
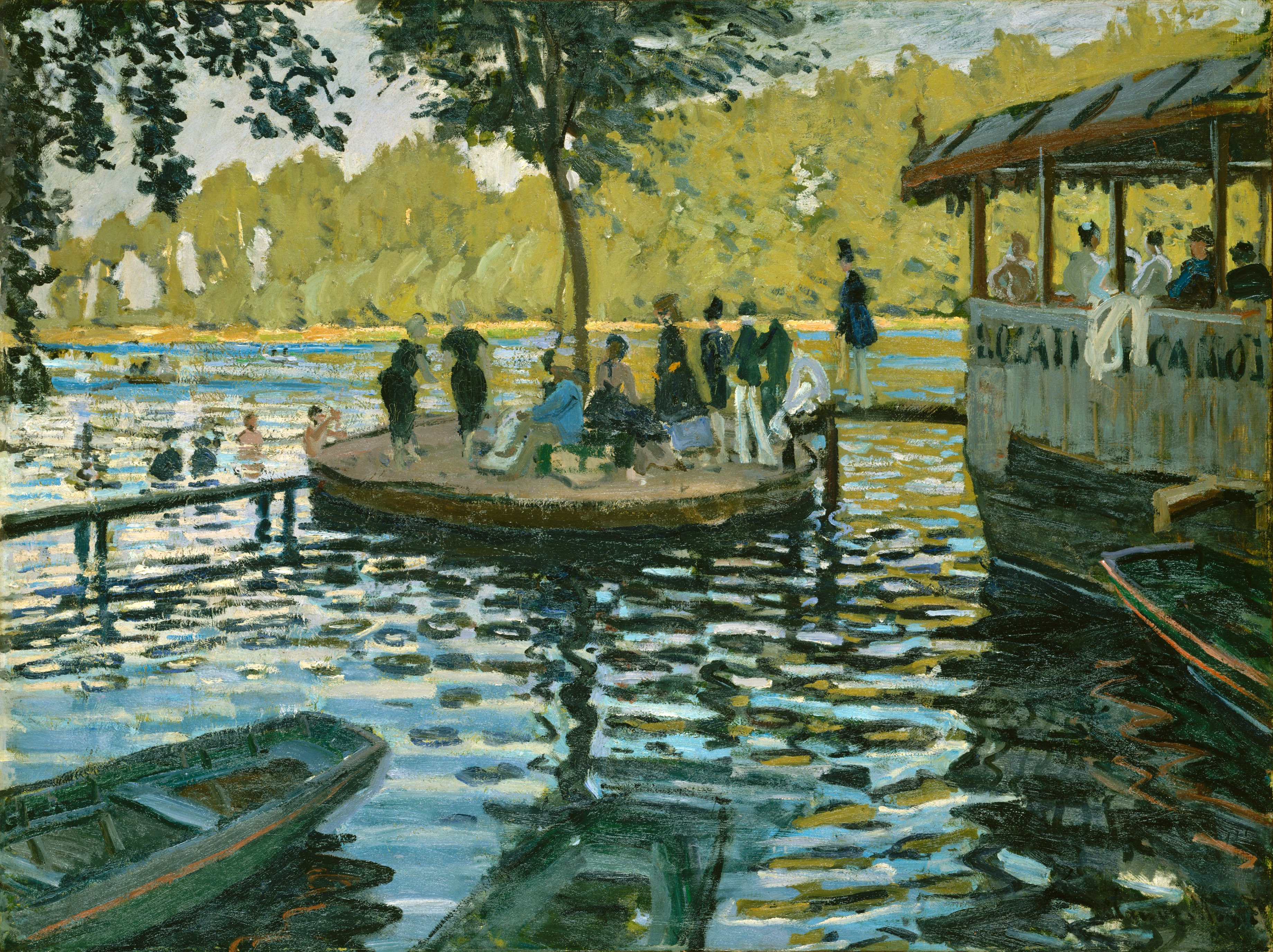
Claude Monet: La Grenouillère
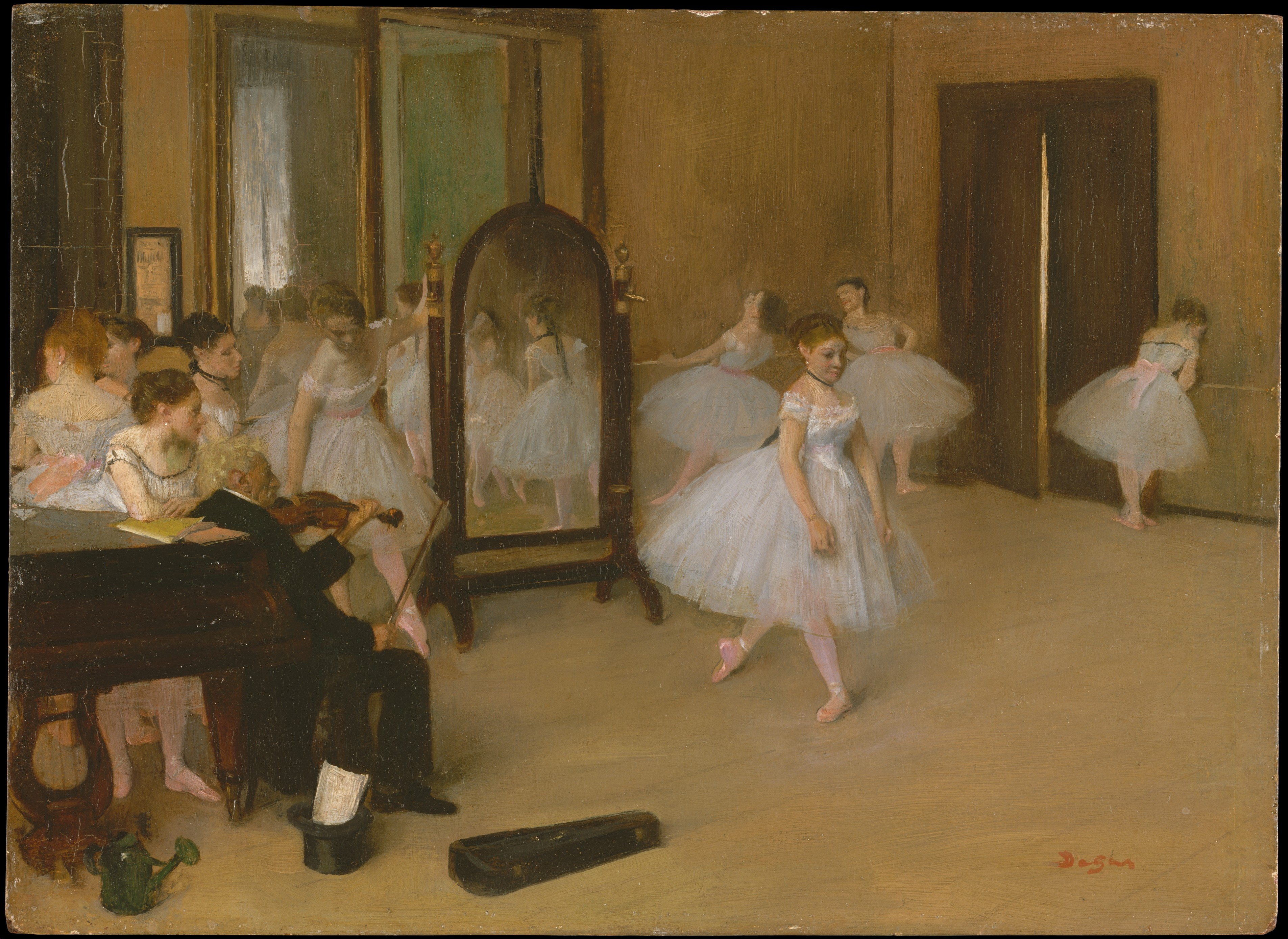
Edgar Degas: Der Tanzsaal
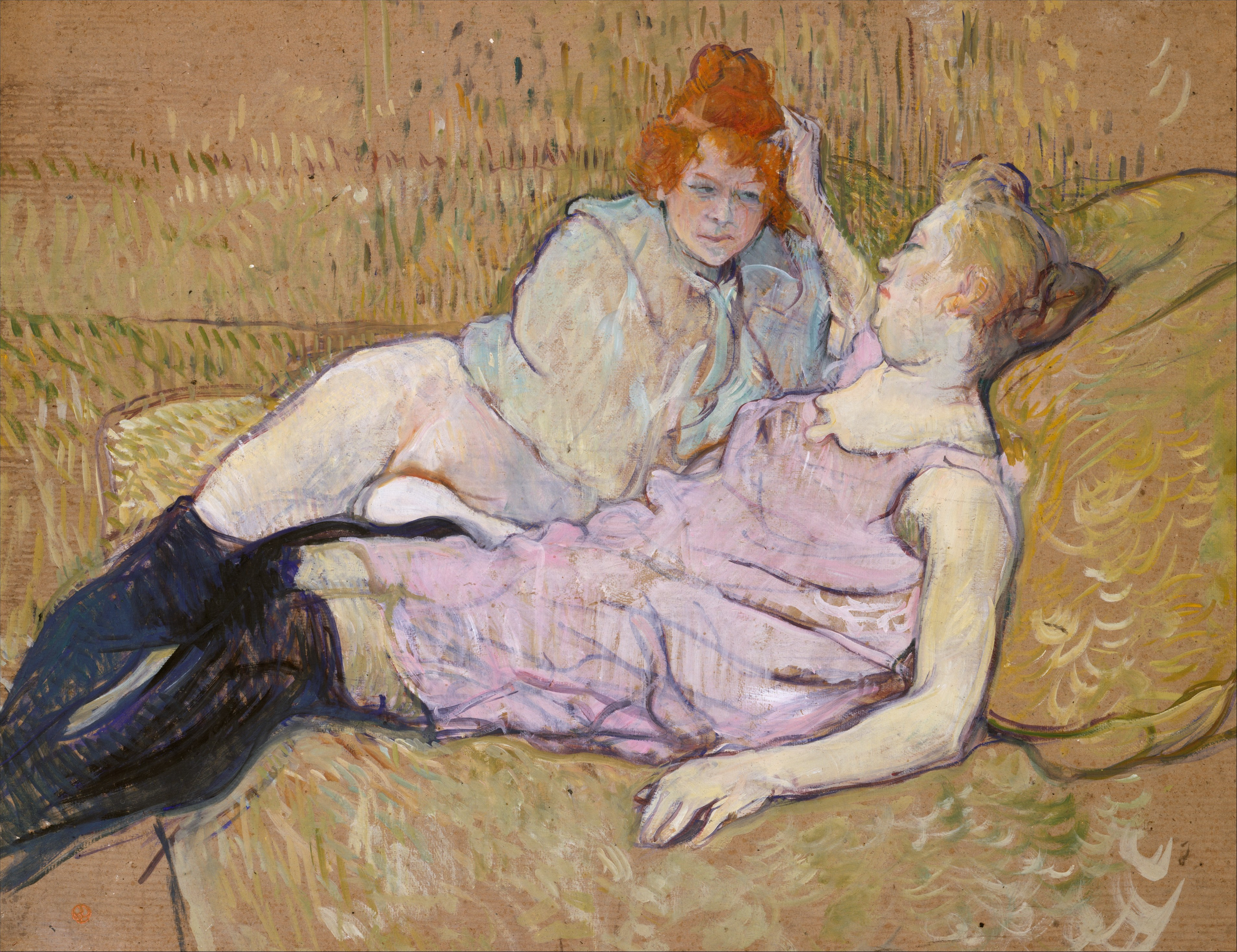
Henri de Toulouse-Lautrec: Das Sofa
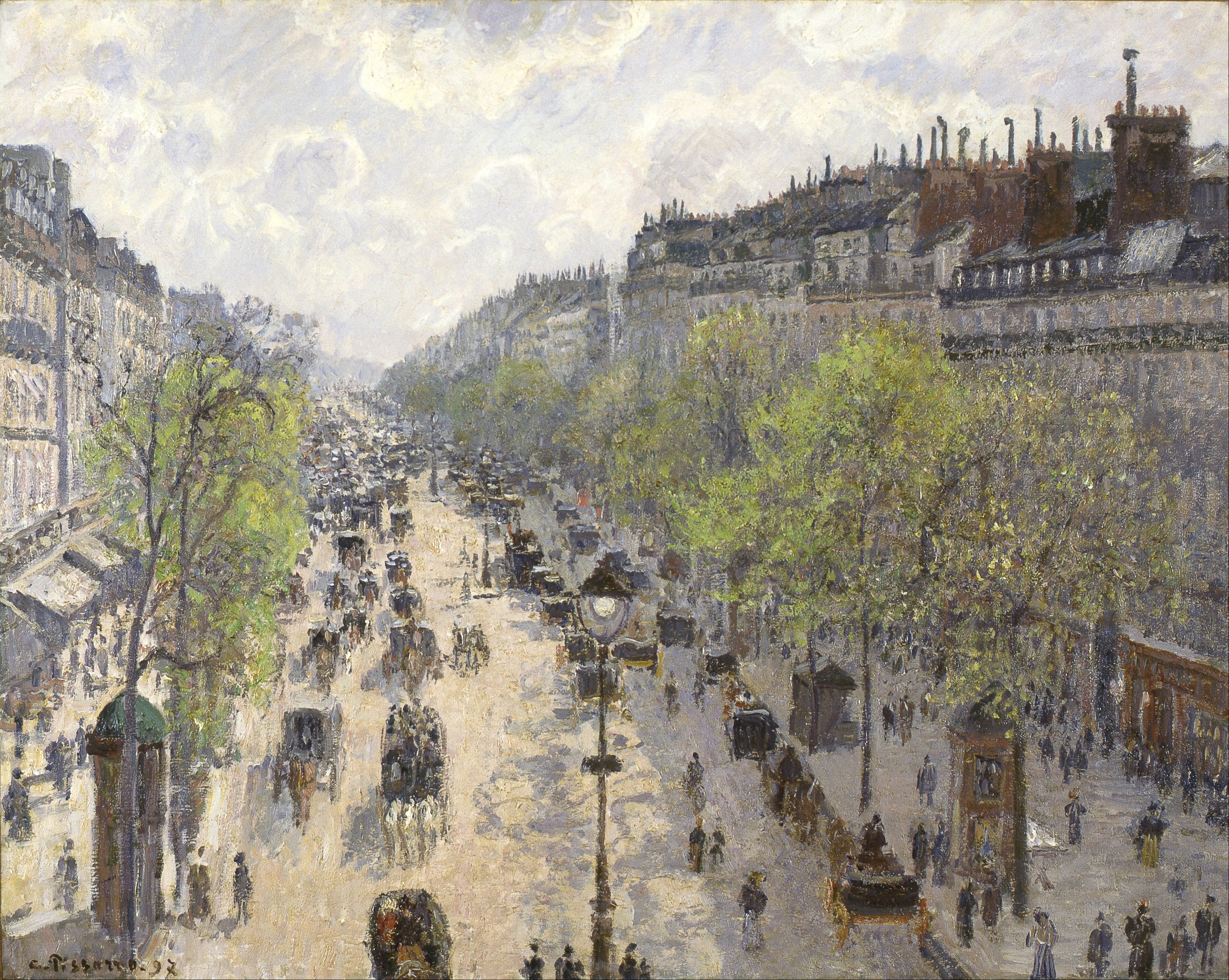
Camille Pissarro: Boulevard Montmartre, Frühling
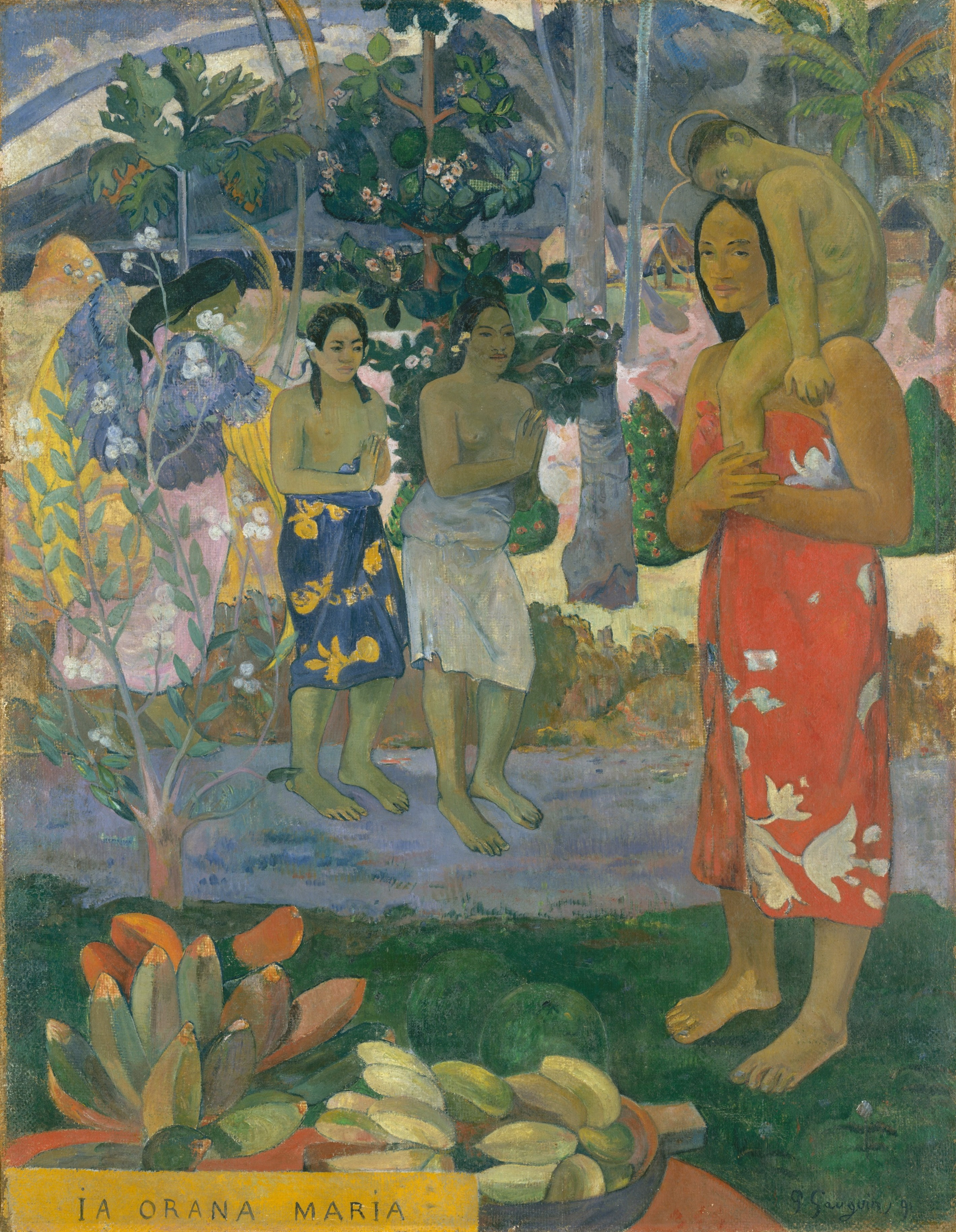
Paul Gauguin: Gegrüßet seist Du Maria
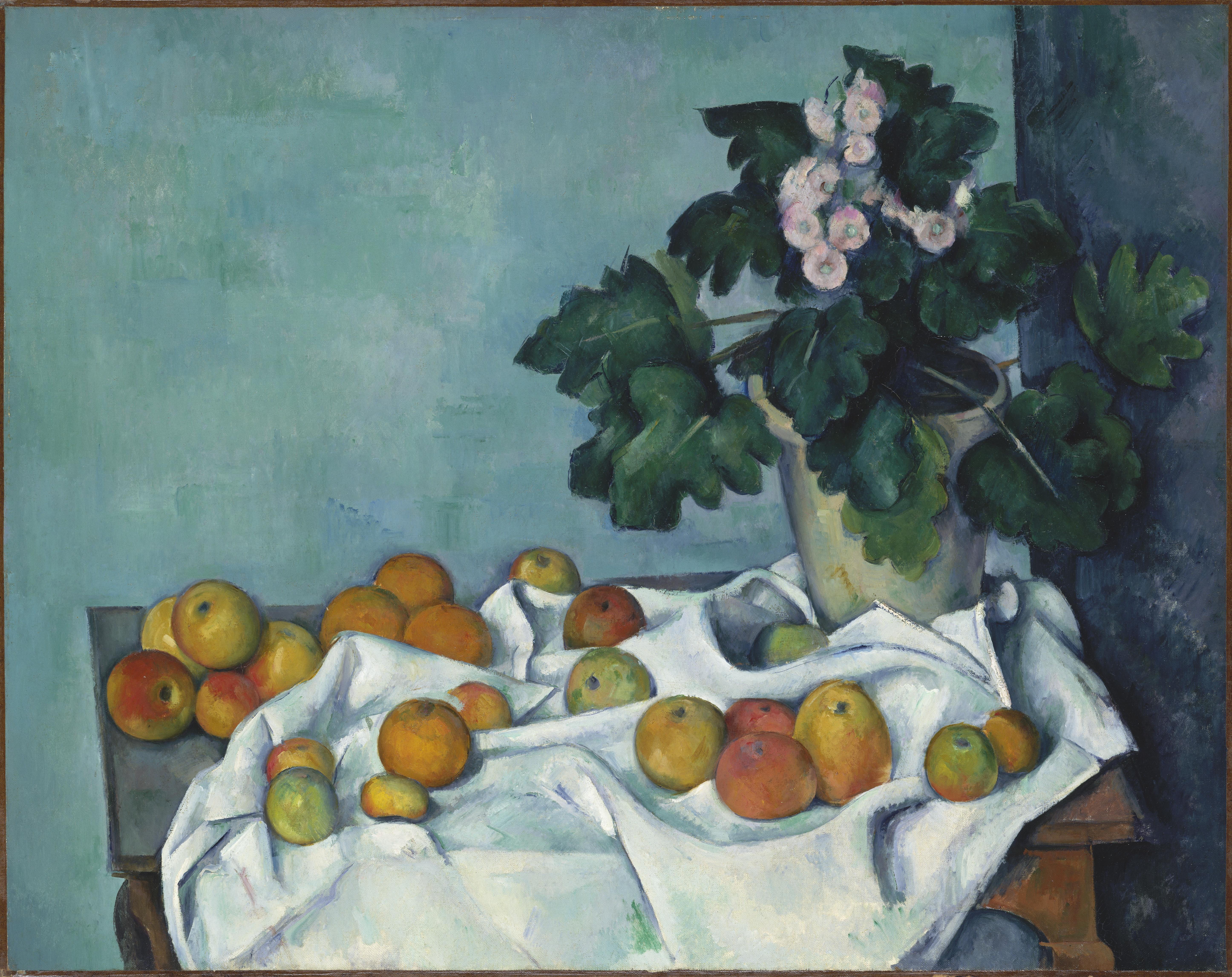
Paul Cézanne: Stillleben, Geranienstock mit Früchten